# Томо Брејц
Томо Брејц – Павле (Долењи Новаки, 18. децембар 1904 — Љубљана, 3. фебруар 1964), учесник Народноослободилачке борбе и друштвено-политички радник СФР Југославије и СР Словеније и јунак социјалистичког рада.

## Биографија
Рођен је 1904. године у Долењим Новакима, код Церкна. Након анексије западне Словеније од стране Италије, емигрирао је у Југославију, а затим у Аустрију. Тамо је 1929. године постао члан Комунистичке партије Аустрије.
У Југославију се вратио 1932. године, када је ухапшен и послан на служење робије у затвор у Сремској Митровици. По изласку из затвора, основао је Савез грађевинских радника и 1936. организовао велики штрајк грађевинских радника. Локалне власти су га након овога, као италијанског држављанина, изгнале.
Као партијски инструктор, отишао је међу југословенске исељенике у Француској, где је неко време био уредник часописа „Глас исељеника“. У јесен 1939. године, вратио се у Југославију и радио у илегалној партијској техници, био инструктор Централног комитета КП Словеније у Трбовљу и члан синдикалне комисије при ЦК КПС.
Након окупације Југославије 1941, првобитно је био члан Војног комитета, а затим Покрајинског комитета КПС за Горењску. Тада је учествовао и у организовању оружаног устанка. Од пролећа до јесени 1942. године, био је секретар Покрајинског комитета за словеначко приморје и Трст. У Трсту је био ухапшен и затворен. По изласку из затвора у фебруару 1944, постао је члан Покрајинског комитета КПС и секретар Покрајинског одбора Ослободилачког фронта за словеначко приморје, деловао је у локалним органима НОП-а и био уредник „Радничког јединства“. Последњих месеци рата је поновно деловао у покрајинском вођству КПС и ОФ за словеначко приморје и био секретар Јединствених синдиката Трста.
После ослобођења, био је посланик у Скупштини ФНРЈ и министар у влади НР Словеније. Био је један од оснивача и председник Иселеничке матице Словеније, те главни уредник „Народног права“. На Шестом конгресу КПЈ, био је биран за члана Централне ревизионе комисије ЦК СКЈ.
Умро је 1964. године у Љубљани.
Носилац је Партизанске споменице 1941. и више југословенских одликовања, међу којима је и Орден јунака социјалистичког рада.
Његово име носи основна школа у Камнику.